# イノセント (テレビドラマ)
『イノセント』（原題：El inocente）は、ハーラン・コーベンの同名小説を原作とした、2021年のスペインのミステリー・スリラーリミテッドシリーズ。オリオル・パウロが監督を務め、マリオ・カサス、アレクサンドラ・ヒメネス、アウラ・ガリード、ホセ・コロナドらが出演する。
2021年4月30日にNetflixで公開された。

## あらすじ
喧嘩の揉み合いの中、誤って人を殺してしまったマテオは4年間の懲役を言い渡される。
9年後、仮釈放中に出会ったオリビアと結婚し新たな生活へ向けやり直そうとするが、彼らの人生を再び引き裂く新たな展開に驚愕する。

## キャスト
- マテオ・ビダル：マリオ・カサス
- ロレナ・オルティス：アレクサンドラ・ヒメネス（英語版）
- オリビア・コスタ：アウラ・ガリード（英語版）
- テオ・アギラール：ホセ・コロナド
- エマ・デュラン：フアナ・アコスタ（英語版）
- シスター・イレネ：スシ・サンチェス
- イバイ・サエス：シャビ・サエス（英語版）
- ソニア・ベラ：アナ・ワヘネル
- ハイメ・ベラ：ゴンサロ・デ・カストロ（英語版）
- キミー・デール：マルティナ・グスマン（英語版）
- ロドリゴ・ガリャルド：サンティ・ポンス
- アニバル・レデスマ：ミキ・エスパルべ（英語版）
- ゾーイ：アンナ・アラルコン
- マラ：ミマ・リエラ
- カサンドラ：アシア・オルテガ（英語版）

## エピソード
| 通算 話数 | タイトル      | 監督             | 脚本                 | 公開日        |
| --------- | ------------- | ---------------- | -------------------- | ------------- |
| 1         | "エピソード1" | オリオル・パウロ | オリオル・パウロ     | 2021年4月30日 |
| 2         | "エピソード2" | オリオル・パウロ | ジョルディ・バジェホ | 2021年4月30日 |
| 3         | "エピソード3" | オリオル・パウロ | ジョルディ・バジェホ | 2021年4月30日 |
| 4         | "エピソード4" | オリオル・パウロ | オリオル・パウロ     | 2021年4月30日 |
| 5         | "エピソード5" | オリオル・パウロ | ギリェム・クルア     | 2021年4月30日 |
| 6         | "エピソード6" | オリオル・パウロ | オリオル・パウロ     | 2021年4月30日 |
| 7         | "エピソード7" | オリオル・パウロ | ジョルディ・バジェホ | 2021年4月30日 |
| 8         | "エピソード8" | オリオル・パウロ | ギリェム・クルア     | 2021年4月30日 |

## 製作

### 開発
2018年8月、ハーラン・コーベンとNetflixが5年間で14作品の映像化という大型契約を結んだことで、本作はそのうちの1作となった。本作の製作は2019年11月にNetflixより発表され、2020年9月に始まった。8話からなる同シリーズは、Sospecha FilmsとThink Studioによって製作された。

### キャスティング
脚本は、オリオル・パウロ、ジョルディ・バジェホ、ギリェム・クルアが手掛けた。製作総指揮には、オリオル・パウロ、サンドラ・エルミーダ、ヘスス・デ・ラ・ベガ、エネコ・リサラガ、ベレン・アティエンサ、ラウラ・ルビオラそして原作者のハーラン・コーベンがクレジットされた。

### 撮影
主にバルセロナを舞台に、カタルーニャ州の様々な場所で撮影された。第二の舞台マルベーリャは、マレズマ（サン・ポル・ダ・マール）とリュレッド・ダ・マールで撮影され再現した。

## 公開
2021年3月5日に予告編が公開され、2021年4月30日にNetflixで全話放送された。